# Drapacz lekarski
Drapacz lekarski, knikus benedyktyński (Centaurea benedicta (L.) L.) – gatunek rośliny jednorocznej z rodziny astrowatych (Asteraceae). Tradycyjnie do początku XXI wieku zaliczany był do monotypowego rodzaju drapacz (Cnicus), jednak za sprawą molekularnych badań filogenetycznych odkryto, że takson ten jest zagnieżdżony w obrębie rodzaju chaber Centaurea i został do niego włączony. Występuje w południowej Europie i w zachodniej Azji. Jako gatunek introdukowany rośnie w zachodniej Europie, północnej i południowej Afryce, w Ameryce Północnej i Południowej oraz w Australii. W Polsce jest uprawiany.
Gatunek na nowe obszary jest zawlekany, ponieważ jego owoce stanowiły dawniej zanieczyszczenie wełny, a bardziej współcześnie – wchodzą w skład mieszanek nasion do karmienia ptaków. Poza tym roślina była uprawiana jako lecznicza (od średniowiecza obecna w ogrodach przyklasztornych). Z substancji czynnych zawiera m.in. związki goryczowe i flawonoidy. Roślina stosowana była jako lek w chorobach układu pokarmowego. Nasiona zawierają 30% oleju.

## Morfologia

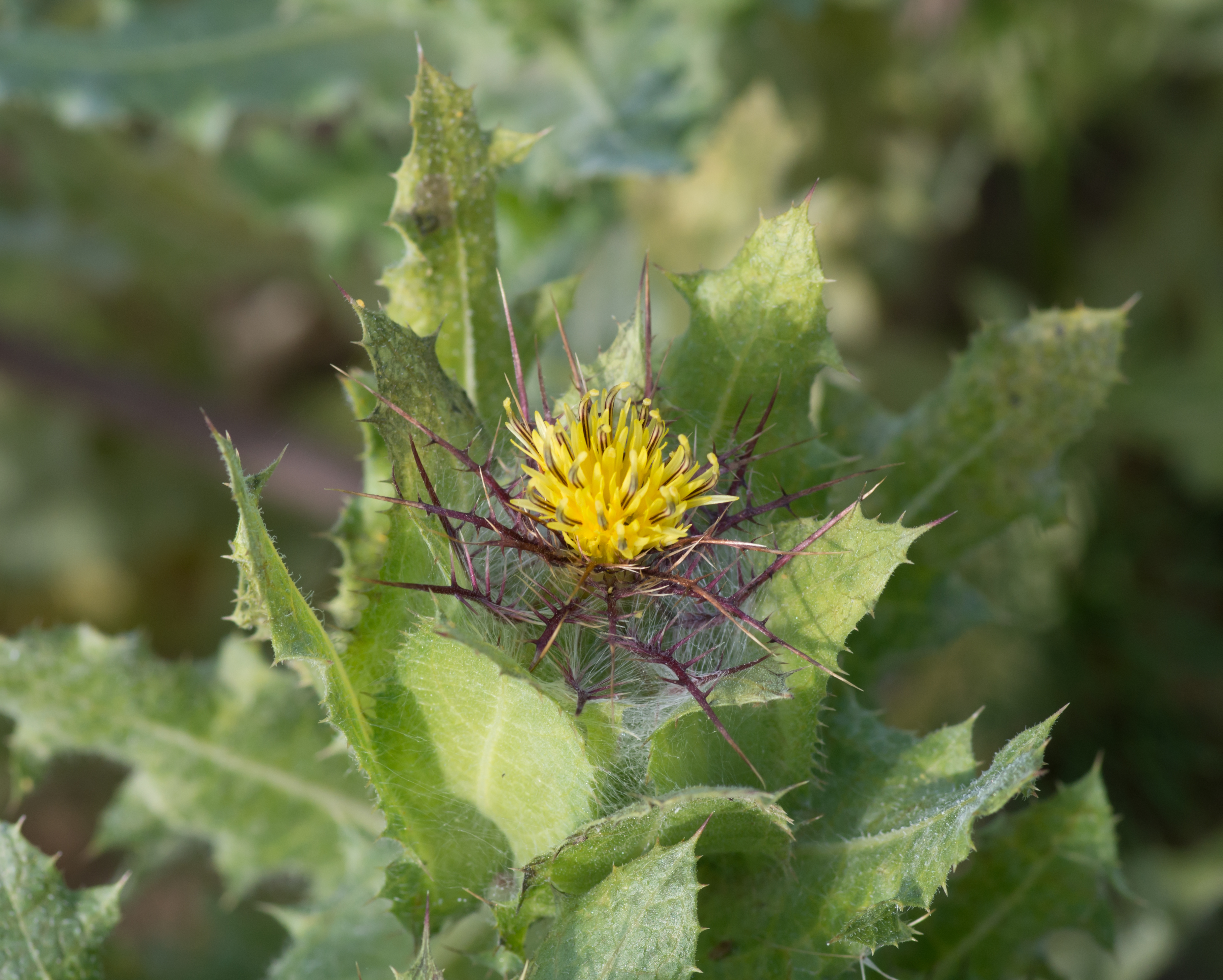

PokrójRoślina jednoroczna, o pędach płożących się, gęsto rozgałęzionych, osiągających do 25 cm wysokości, rzadko do 50 cm. Łodyga kanciasta, często czerwonofioletowo nabiegła. Pęd pajęczynowato owłosiony.
LiścieSkrętoległe, dolne ogonkowe, skupione w rozetę przyziemną, górne siedzące. Blaszki pierzastowrębne, o zaostrzonych klapach, na brzegu ząbkowane kolczasto, z wierzchu żywozielone, od spodu jaśniejsze z wyraźnymi białymi żyłkami przewodzącymi. Pierzastolancetowate, pierzastowrębne i kolczaste.
KwiatyZebrane w koszyczki o średnicy od 1,4 do 3 cm średnicy, tworzące się pojedynczo na szczycie pędów, wsparte górnymi liśćmi. Listki okrywy w kilku rzędach, zakończone purpurowym kolcem, pajęczynowato owłosione. Kwiaty rurkowate, z koroną żółtą, głęboko rozciętą na 5 łatek. Zewnętrzne kwiaty krótsze i płonne, wewnętrzne dłuższe i obupłciowe. Dno koszyczka płaskie, pokryte szczecinkowatymi plewinkami.
OwoceNiełupki walcowato-stopowate, na szczycie z puchem kielichowym w postaci sztywnych włosków wyrastających w dwóch rzędach.